# 51-я пушечная артиллерийская бригада
51-я отдельная пушечная артиллерийская Красносельская Краснознамённая ордена Суворова бригада в том числе с добавлением аббревиатур «РГК» или «РВГК» — воинское соединение Вооружённых сил СССР в Великой Отечественной войне.
Сокращённое наименование — 51 опабр.

## История
Бригада сформирована 30 января 1943 года в составе 18-й артиллерийской дивизии «РГК» в составе 735-го и 1006-го пушечных артиллерийских полков на Южном Урале около железнодорожной станции Чебакуль.
Период вхождения в действующую армию: 27 февраля 1943 года — 9 мая 1945 года.
10 февраля бригада в составе 18-й артиллерийской дивизии была отправлена на Ленинградский фронт, куда прибыла 27 февраля 1943 года. после прибытия бригада образовала группу дальнего действия 123-й стрелковой дивизии. В марте 1943 года бригада вошла в состав группы дальнего действия для ведения контрбатарейной борьбы с немецкой артиллерией, обстреливавшей Ленинград. Полки бригады занимали огневые позиции в районах: Морской порт, Автово, Авиагородок.
В июле 1943 года 51-я пушечная артиллерийская бригада, не выходя из боевых порядков, была переформирована из двух полкового состава в бригаду 3-х дивизионного состава в количестве 36 орудий. 735-й пушечный артиллерийский полк был расформирован, а 1006-й пушечный артиллерийский полк обращён на укомплектование бригады.
В сентябре 1943 года бригада вышла из состава 18-й артиллерийской дивизии и вошла в состав 3-го Ленинградского контрбатарейного артиллерийского корпуса.
15 января 1944 года 51-я ПАБр участвовала в артподготовке по прорыву немецкой обороны под Пулково и в освобождении Красного Села, за что получила почётное наименование «Красносельской». Бригадой командовал полковник Аксёнов Григорий Павлович. При освобождении Гатчины он возглавил артгруппу дальнего действия, в которую кроме его бригады вошли 12-й гвардейский ПАП и два других артполка. Город был превращён немцами в сильный укреплённый узел обороны, каменные здания на его окраинах были оборудованы в мощные опорные пункты с сильной огневой поддержкой. Стрелковые полки, наступающие на Гатчину, вели бои по обходу города с востока и запада.
В ночь на 26 января сапёры сумели навести временные штурмовые мосты через реку Ижору и завязали бои в предместье города. Поддерживая их, батареи 51-й бригады вели огонь по подавлению огневых точек немецкой обороны. В боевых порядках пехоты вместе с командованием одного из полков 120 стрелковой дивизии, наступавшей на Гатчину со стороны платформы Татьянино, в город вошли начальник разведки 3-го дивизиона с группой разведчиков, связистов и 2-х радистов (одним из них был В.Симаненок -В. Б.).
Утром 26 января город был освобождён. Он предстал перед разведчиками в сплошных развалинах. Каменные здания горели, много деревянных домов было уничтожено ещё в 1941 году от немецких бомбардировщиков. На улицах лежали трупы немецких солдат и офицеров, стояли разбитые автомашины и орудия, валялись брошенные ящики со снарядами и минами, снег был чёрным от пороховой копоти и пожаров.
К полудню в Гатчину хлынул поток наших войск. Шли танки, автомашины, артиллерия. Население Гатчины радостно встречало части Красной Армии, освободившие город от немецко-фашистских захватчиков. Среди встречавших было мало гатчинцев, так как в 1941 году многие жители бежали от немцев в Ленинград, а оставшиеся были угнаны оккупантами в Прибалтику и Германию. В Гатчину были переведены жители Пушкина, Павловска, Петергофа. За освобождение Гатчины личный состав бригады получил письменную благодарность от Верховного Главнокомандующего И. В. Сталина.
Затем 51-я ПАБр с боями освобождала Ленинградскую и Псковскую области, за что удостоилась ордена Красного Знамени. Ещё одну награду — орден Суворова 2 степени — она получила за прорыв обороны на Карельском перешейке и освобождение г. Выборга. Ей довелось участвовать в освобождении Эстонии и Моонзундских островов.
После войны с 1947 года по 1960 год 51-я ПАБр размещалась в городе Луга. 25 мая 1960 года на базе 51-й ПАБр была создана 8-я ракетная бригада (командир полковник Колчанов), штаб городе Кингисепп, которая в апреле 1961 года была преобразована в 40-ю ракетную Красносельскую Краснознамённую, ордена Суворова дивизию (РВСН), имевшую на вооружении ракеты средней дальности Р-12 и Р-14. Управление дивизии дислоцировалось в городе Остров Псковской области. В июле 1990 года дивизия была расформирована.

## Полное наименование
51-я отдельная пушечная артиллерийская Красносельская Краснознамённая ордена Суворова бригада

## Состав бригады
- 735-й пушечный артиллерийский полк (до июля 1943)
- 1006-й пушечный артиллерийский полк (до июля 1943)

## Подчинение
| Дата       | Фронт (округ)           | Армия      | Корпус                    | Дивизия                     | Примечания          |
| ---------- | ----------------------- | ---------- | ------------------------- | --------------------------- | ------------------- |
| 01.01.1943 | Уральский военный округ |            | -                         | 18-я артиллерийская дивизия | формирование        |
| 01.02.1943 | Уральский военный округ |            | -                         | 18-я артиллерийская дивизия | формирование        |
| 01.03.1943 | Ленинградский фронт     | 55-я армия | -                         | 18-я артиллерийская дивизия |                     |
| 01.04.1943 | Ленинградский фронт     | 55-я армия | -                         | 18-я артиллерийская дивизия | -                   |
| 01.05.1943 | Ленинградский фронт     |            | -                         | 18-я артиллерийская дивизия |                     |
| 01.06.1943 | Ленинградский фронт     |            | -                         | 18-я артиллерийская дивизия |                     |
| 01.07.1943 | Ленинградский фронт     | 42-я армия | -                         | 18-я артиллерийская дивизия | -                   |
| 01.08.1943 | Ленинградский фронт     |            | -                         |                             | -                   |
| 01.09.1943 | Ленинградский фронт     | -          | -                         |                             | -                   |
| 01.10.1943 | Ленинградский фронт     | -          | 3-й артиллерийский корпус |                             | В подчинении фронта |
| 01.11.1943 | Ленинградский фронт     |            | 3-й артиллерийский корпус |                             | -                   |
| 01.12.1943 | Ленинградский фронт     |            | 3-й артиллерийский корпус |                             | -                   |
| 01.01.1944 | Ленинградский фронт     |            | -                         |                             | В подчинении фронта |
| 01.02.1944 | Ленинградский фронт     |            |                           |                             | -                   |
| 01.03.1944 | Ленинградский фронт     | -          | -                         |                             | -                   |
| 01.04.1944 | Ленинградский фронт     | 42-я армия | -                         |                             | -                   |
| 01.05.1944 | Ленинградский фронт     | -          | -                         |                             | -                   |
| 01.06.1944 | Ленинградский фронт     |            | -                         |                             | -                   |
| 01.07.1944 | Ленинградский фронт     | 21-я армия | -                         |                             | -                   |
| 01.08.1944 | Ленинградский фронт     |            | -                         |                             | -                   |
| 01.09.1944 | Ленинградский фронт     | -          | -                         |                             | -                   |
| 01.10.1944 | Ленинградский фронт     |            |                           |                             | В подчинении фронта |
| 01.11.1944 | Ленинградский фронт     | 8-я армия  | -                         |                             | -                   |
| 01.12.1944 | Ленинградский фронт     | 8-я армия  | -                         |                             | -                   |
| 01.01.1945 | Ленинградский фронт     | 8-я армия  | -                         |                             | -                   |
| 01.02.1945 | Ленинградский фронт     | 8-я армия  | -                         |                             | -                   |
| 01.03.1945 | Ленинградский фронт     | 8-я армия  | -                         |                             | -                   |
| 01.04.1945 | Ленинградский фронт     | 8-я армия  | -                         |                             | -                   |
| 01.05.1945 | Ленинградский фронт     | 8-я армия  | -                         |                             | -                   |

## Командиры
- полковник Модзелевский Александр Семёнович (декабрь 1942 — август 1943)
- полковник Петрачков Николай Дмитриевич (сентябрь 1943 — октябрь 1943)
- полковник Аксёнов Григорий Павлович (октябрь 1943 — апрель 1944)
- гвардии полковник Потифоров Иван Алексеевич (апрель 1944 — май 1945)
- подполковник Парфёнов Иван Александрович (май 1945 — май 1945)
- гвардии полковник Витте Николай Петрович (май 1945 — июнь 1945)
- полковник Семёнов Евгений Фёдорович (июнь 1945 — сентябрь 1945)
- гвардии полковник Дубровин Иван Ефимович (октябрь 1945 —)

## Награды и почётные наименования
| Награда (наименование)               | Дата награждения                                                             | За что получена |
| ------------------------------------ | ---------------------------------------------------------------------------- | --- |
| Почётное наименование Красносельская | присвоено приказом Верховного главнокомандующего № 08 от 21 января 1944 года | В ознаменование одержанной победы и отличие в боях за освобождение города Красное Село |
| Орден Красного Знамени               | награждена указом Президиума Верховного Совета СССР от 22 марта 1944 года    | За образцовое выполнение боевых заданий командования на фронте борьбы с немецкими захватчиками и проявленные при этом доблесть и мужество |
| Орден Суворова II степени            | награждена указом Президиума Верховного Совета СССР от 22 июня 1944 года     | За образцовое выполнение заданий командования в боях с немецко-финскими захватчиками при прорыве сильно укреплённой долговременной обороны противника на Карельском перешейке севернее города Ленинграда и проявленные при этом доблесть и мужество |